# Serra de Sant Joan (Santa Maria de Merlès)
La Serra de Sant Joan és una serra situada al municipi de Santa Maria de Merlès (Berguedà), amb una elevació màxima de 713,9 metres.